# Гуго Вісландер
Карл Гуго Вісландер (швед. Karl Hugo Wieslander; нар. 11 червня 1889 — пом. 24 травня 1976) — шведський легкоатлет, олімпійський чемпіон у десятиборстві.

## Біографія
Народився 11 червня 1889 року в Юдер, комуна Лессебу, лен Крунуберг, Швеція.
Учасник IV та V літніх Олімпійських ігор. На Олімпійських іграх в Лондоні (Велика Британія) у 1908 році брав участь в легкоатлетичних змаганнях зі стрибків у довжину, штовхання ядра, метання диска та метання списа, проте значних результатів не досяг.
На Олімпійських іграх в Стокгольмі у 1912 році брав участь в легкоатлетичних змаганнях з п'ятиборства (7-е місце) та десятиборства, де переміг, виборовши золоту олімпійську медаль.
Помер 24 травня 1976 року в Брумма, лен Стокгольм, Швеція.